# Limenitis sichaeus
Limenitis sichaeus är en fjärilsart som beskrevs av Butler 1865. Limenitis sichaeus ingår i släktet Limenitis och familjen praktfjärilar. Inga underarter finns listade i Catalogue of Life.